# Boruch Szlezinger

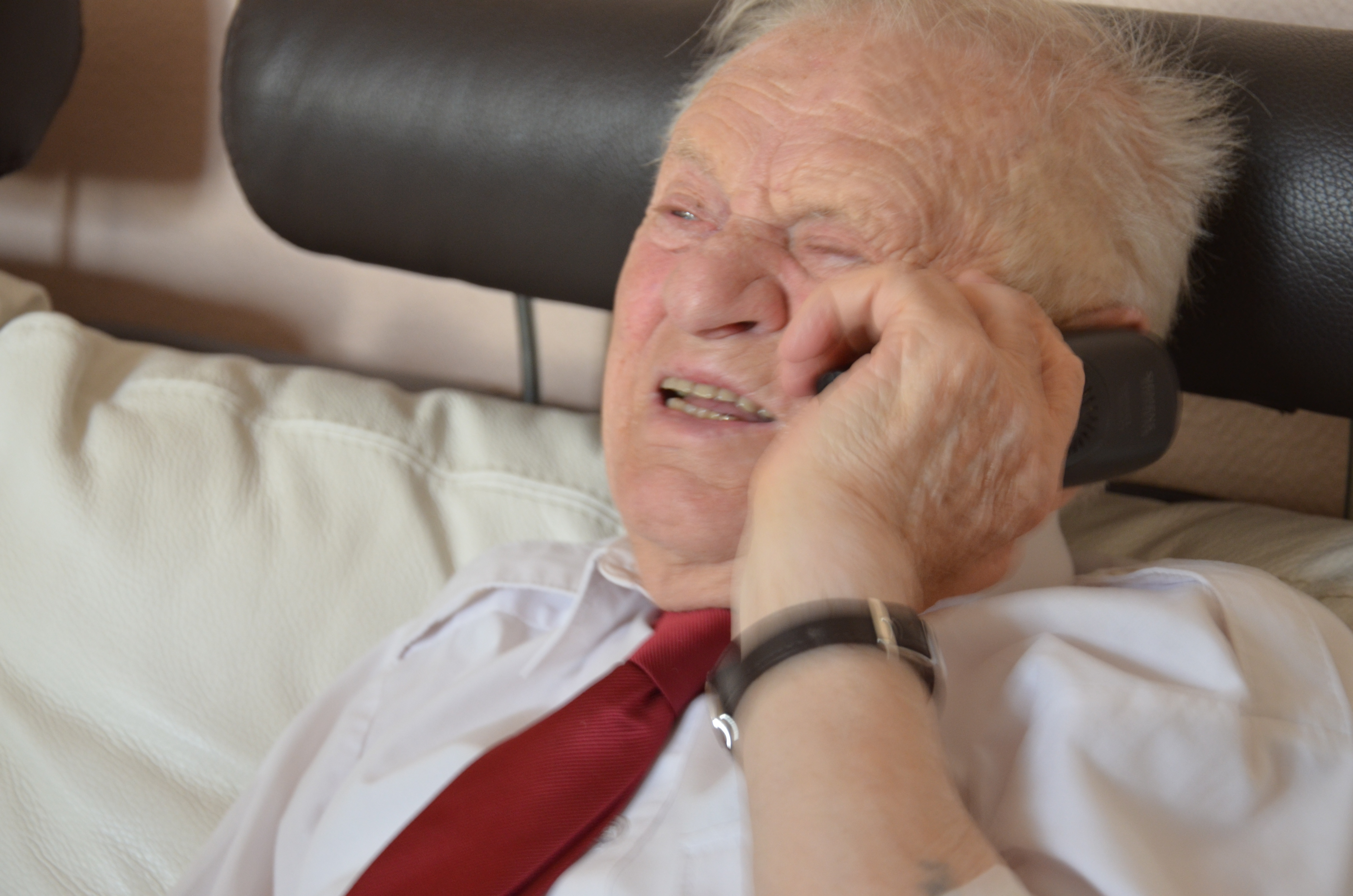
Boruch Szlezinger (2012)

Boruch Szlezinger, geboren Baruch Schlesinger-Zilberberg (* 16. Februar 1923 in Trzebinia, Polen; † 20. April 2015 in Issy-les-Moulineaux, Frankreich), war ein französischer Holocaust-Überlebender.
Szlezingers Vater war Schneider. Seine Mutter und seine Schwester wurden nach Auschwitz deportiert und ermordet. Szlezinger selbst überlebte das Konzentrationslagers Buchenwald, das Arbeitslager Blechhammer (dort gelang ihm die Flucht) und die Todesmärsche von KZ-Häftlingen. 1946 traf er seinen Bruder in Frankreich wieder.
Anfang 2012 wurde Szlezinger einer größeren Öffentlichkeit bekannt, weil er mit der Hilfe seines Enkels über einen Twitteraccount seine Zeitzeugenschaft einer jüngeren Generation zugänglich machte und Fragen beantwortete. Später wurden allerdings zahlreiche Tweets wieder gelöscht.
2015 wurde ihm die Médaille Grand vermeil de la Ville de Paris verliehen.